# Ptinus arragonicus
Ptinus arragonicus là một loài bọ cánh cứng trong họ Ptinidae. Loài này được Brenske & Reitter miêu tả khoa học năm 1884.